# 昂古德·扎木彦
昂古德·扎木彦（1864年—1930年）人称扎木彦公（Жамъян Гүн），蒙古族，大蒙古国及蒙古人民共和国学者、政治人物。

## 生平
1907年至1909年，扎木彦在大库伦成立了一家蒙古包学校，学生有达木丁·苏赫巴托尔等人。随后，在外蒙古自治时期，扎木彦在财政衙门任职，并被给与宰桑头衔。1919年，扎木彦参加了达木丁·苏赫巴托尔等人的秘密革命组织“东库伦”（Züün Khüree）。随后该组织同道格索姆·鲍道等人的秘密组织“领事坡”（Konsulyn Denj）合并，成立蒙古人民党。为了帮助该党派出的人员于1920年赴苏联求援，扎木彦觐见第八世哲布尊丹巴，劝说哲布尊丹巴在他们的求援书上盖章。根据一些文献称，扎木彦被中国人逮捕并投入监狱。后来，中国人撤离库伦之后，扎木彦获释。随后，他成为恩琴男爵成立的蒙古政府的成员。
在1921年第一届人民政府中，扎木彦担任财政部副部长。随后被任命为教育部部长，一直任至1926年。他是数本小学蒙古语教科书的作者。从1921年11月到1930年，扎木彦还担任经文和手稿研究所（Institute of Scripture and Manuscripts）的第一任所长，从而成为蒙古科学院的先驱。尽管一些文献形容该所常任秘书长扎木察拉诺为“指路明灯”（guiding light）。
1930年，扎木彦逝世。